# Mr. Olympia – 1966.
Mr. Olympia – 1966. je bilo drugo izdanje najprestižnijeg međunarodnog natjecanja u bodybuildingu. Natjecanje je organizirano u rujnu 1966. godine u dvorani glazbene akademije u Brooklynu. Prvo mjesto je ponovno osvojio Larry Scott, a debi je imao kubanski bodybuilder Sergio Oliva.

## Rezultati
| Mjesto | Nagrada | Ime          |
| ------ | ------- | ------------ |
| 1.     | 1.000 $ | Larry Scott  |
| 2.     |         | Harold Poole |
| 3.     |         | Chuck Sipes  |
| 4.     |         | Sergio Oliva |